# Andry Rajoelina
Andry Nirina Rajoelina (Antsirabe, 30 de maio de 1974) é um político malgaxe, que é presidente de Madagáscar desde dezembro de 2023. Anteriormente, foi presidente de Madagáscar de 2009 a 2014 e de 2019 a 2023. Antes foi o administrador da capital, Antananarivo, e chegou ao poder após um golpe de Estado protagonizado pelo exército contra o presidente Marc Ravalomanana, em meio a uma longa crise de distúrbios ao longo de 2009.

## Início na política
Antigo empresário e disc-jockey, introduziu-se na política em 2007, ao se apresentar como administrador municipal de Antananarivo. Ganhou as eleições com 63% dos votos e levou a cabo uma política populista. Em 2009, converteu-se no principal líder opositor, encabeçando as manifestações contra Ravalomanana.

## Golpe de Estado de 2009
O exército invadiu a residência presidencial em 16 de março. Ainda que Ravalomanana não se encontrasse em sua residência, decidiu apresentar sua renúncia e ceder o poder ao militar Hyppolite Ramaroson. O exército declarou seu apoio a Rajoelina, visto que lhe entregou o poder do país. Rajoelina prometeu convocar novas eleições em 24 meses, além de não permitir que o poder permaneça nas mãos dos militares. A União Africana condenou o golpe de Estado, rechaçando qualquer acesso ao poder de forma anticonstitucional. Neste sentido, assinala-se que a Constituição do país determina um mínimo de 40 anos de idade para chegar à presidência, tendo Rajoelina menos que essa idade.

## COVID-19
Em abril e maio de 2020, o presidente Rajoelina chamou a atenção da mídia quando lançou uma "cura" não testada para o coronavírus chamada "Covid-Organic". O chá de ervas foi desenvolvido pelo Instituto de Pesquisa Aplicada de Madagascar (MIAR) usando artemisia e outras ervas de origem local. Os militares distribuíram lotes de "Covid-Organic" ao público. Vários países africanos, incluindo Tanzânia, Libéria, Guiné Equatorial e Guiné-Bissau compraram o chá de ervas. No entanto, a Academia Nacional de Medicina de Madagascar (ANAMEM) manifestou seu ceticismo, enquanto a Organização Mundial da Saúde (OMS) alertou que não havia provas de cura para o coronavírus no momento do lançamento da Covid-Organic. A União Africana procurou testar a eficiência técnica do chá de ervas.